# Thyreus hirtus
Thyreus hirtus är en biart som först beskrevs av De Beaumont 1940.  Thyreus hirtus ingår i släktet Thyreus och familjen långtungebin. Inga underarter finns listade i Catalogue of Life.